# Oceanwood Capital Management
Oceanwood Capital Management LLC és una empresa de capital risc fundada a 2006 amb seu a Londres (Regne Unit) i Malta. Amb oficines a Londres i Malta, Oceanwood Capital gestiona interessos d'un grup divers d'inversors, inclosos els fons privats i públics principals de pensions, fundacions, institucions financeres i companyies d'assegurances de tot el món. Oceanwood Capital ha estat autoritzada per la FCA des de l'any 2006, la MFSA (Autoritat de Serveis Financers de Malta) des del 2008 i està registrada a la SEC des del 2014.

## Història
Fundada al març de 2006 per Christopher Gate, Oceanwood Capital és una signatura d'assessoria d'inversió amb vocació europea i amb seu a Londres i Malta. L'equip bàsic de la companyia va sortir del Grup Tudor, que va posar en marxa el fons el setembre del 2006, amb una inversió significativa de Tudor. Christopher Gate (CIO) havia començat la seva carrera a Goldman Sachs i havia passat 6 anys al Grup Tudor. La firma gestiona un total estimat de 2.460 M$ en actius. Les seves operacions inclouen 20 empleats i està classificada com a prestació de serveis d'assessorament d'inversió a diversos clients.
El 2009, Oceanwood Capital, juntament amb GLG Partners LP i Ramius Capital Group LLC, van dirigir el comitè de creditors a la fallida de Lehman Brothers, d'acord amb la Cort d'Apel·lació del Regne Unit, per resoldre la trama europea de Lehman Brothers Holdings Inc.
El juny de 2010, Oceanwood Capital es va unir a Edoma Capital, una empresa incipient de Pierre-Henri Flamand, excap d'estratègia de Goldman Sachs.
Entre els fons administrats hi ha el Fons de Pensions dels Empleats de l'Escola Pública de Pennsilvània i el Fons de Pensions d'Empleats Escolars d'Ohio.
Oceanwood Capital té tres fons principals: Oceanwood Peripherical European Select Opportunities Fund, Oceanwood Opportunities Master Fund i Oceanwood Global Opportunities Fund, així com comptes per a inversors individuals.
Oceanwood Peripheral European Select Opportunities Fund inverteix en tota mena d'actius, amb un èmfasi especial en accions del sector financer de països com Irlanda, Itàlia, Espanya, Portugal i Grècia. El seu objectiu és tornar entre el 15 i el 20% a l'any.

## Activitat al món

### Inversions a Espanya
El 2016, l'entitat gestora de fons Oceanwood Capital ha assolit una participació del 8,6% al banc espanyol Liberbank, equivalent a 89,8 milions d'euros, segons el preu de les accions de l'entitat bancària al tancament de la sessió borsària del 3 de juny de 2016. La gestora de fons Oceanwood ja té el 8,6% de Liberbank. També va invertir a NH Hoteles, del qual va arribar a tenir un 11% el juny de 2016. i eleva la pressió. A més, va aconseguir crear una aliança, juntament amb altres grups com Hesperia i Henderson Capital, per desbancar el grup inversor xinès encapçalat per Charles Mobus, 
- Liberbank 8,60%

- NH Hotels 11,00%[8]